# هوانگهواچنگ
هوانگهواچنگ (به لاتین: Huanghuacheng) یک روستا در جمهوری خلق چین است که در پکن واقع شده‌است. هوانگهواچنگ ۸٫۹ کیلومتر مربع مساحت و ۱٬۰۹۸ نفر جمعیت دارد.